# Porabnik (ekologija)
Porabnik (s tujko konzument) je v prehranjevalni verigi tisti organizem, ki dobi energijo za rast in vzdrževanje homeostaze tako, da konzumira druge organizme. Porabniki so heterotrofi, organizmi, ki ne morejo fiksirati ogljika sami, temveč ga morajo zaužiti v obliki organskih spojin.
Izraz običajno opisuje rastlinojedce in plenilce ter izključuje druge heterotrofe, kot so zajedavci in saprofiti, lahko pa se uporablja tudi širše, kot sopomenka heterotrofa.

## Zgled
Poenostavljeno si odnose med porabniki predstavljamo kot zaporedne člene v prehranjevalni verigi, kjer prvi člen - primarni porabnik - jé rastline, nadaljnji členi pa predhodne. Velikim plenilcem, kot so ujede, velike mačke, morski psi ipd., pravimo tudi vrhunski plenilci, so namreč na »vrhu« prehranjevalne verige in jih ne pleni noben drug organizem.
- Primarni porabniki
Zajci jedo rastline, ki so proizvajalci.
- Sekundarni porabniki
Lisice jedo zajce.
- Terciarni porabniki
Orli jedo lisice.

Resnični odnosi v naravi so bolj zapleteni in jih bolje opišemo kot prehranjevalni splet; vloga neke vrste v ekosistemu ni fiksna oz. ima lahko vrsta celo več vlog. Za primer, orli poleg lisic plenijo tudi zajce, torej so hkrati sekundarni in terciarni porabniki. Celo nekateri primarni proizvajalci so lahko tudi porabniki, na primer mesojede rastline, ki dopolnjujejo fotosintezo (avtotrofni način prehranjevanja) s plenjenjem žuželk in drugih majhnih živali.